# Bulgaria en los Juegos Paralímpicos de Atlanta 1996
Bulgaria estuvo representada en los Juegos Paralímpicos de Atlanta 1996 por seis deportistas, cuatro hombres y dos mujeres.

## Medallistas
El equipo paralímpico búlgaro obtuvo las siguientes medallas:
| Nombre             | Deporte   | Evento                    |
| ------------------ | --------- | ------------------------- |
| Oro                |           |                           |
| —                  |           |                           |
| Plata              |           |                           |
| Polina Dzhurova    | Natación  | 100 m espalda S6 femenino |
| Bronce             |           |                           |
| Gueorgui Sakelarov | Atletismo | Disco F11 masculino       |